# 오야마정 (오이타현)
오야마정(大山町)은 오이타현  서부에  존재했던 정이다. 2005년 3월 22일에, 마에쓰에촌, 나카쓰에촌, 가미쓰에촌, 아마가세정과 함께 히타시에 편입합병해 행정자치체로서는 소멸하였지만 히타시 오야마정이라는 지명이 남아있다.

## 역사
- 1889년 4월 1일 - 정촌제 시행에 의해 오야마촌이 성립하였다.
- 1969년 2월 1일 - 정으로 승격해 오야마정이 되었다.
- 2005년 3월 22일 - 마에쓰에촌, 나카쓰에촌, 가미쓰에촌, 아마가세정과 함께 히타시에 편입합병 되었다.

## 농업에 대한 선도적인 노력
오야마정은 정부가 쌀 증산을 추진하던 1961년, 쌀농사에 부적합한 산지의 지리적 특성을 살려 작업 부담이 적고 수익성이 높은 매실과 밤을 재배하고 매실 장아찌 등으로 가공해 부가가치를 높이는 NPC(New Plum and Chestnut) 운동을 시작했다. "매실 밤을 심고 하와이로 가자!" '라는 독특한 캐치프레이즈로 알려진 이 운동은 농가의 수익 향상에 기여했고, 오야마정은 전국에서 주민 여권 소지율이 가장 높은 마을이 되었다. 이 운동은 훗날 일촌일품운동의 기원으로도 알려져 있다. 매실운동의 영향으로 매실은 오야마초의 주력 상품이 되었고, 현재는 마을 내 대부분의 농가에서 매실을 재배하고 있으며, 마을 내에 있는 숙박 온천물 판매시설 '히비키노사토'에는 공동 매실주 공장도 있다]. 매실주 생산과 판매에는 니카의 협조를 받고 있다. 중국 장쑤성의 농장과 제휴하여 꿀과 매실 공동 생산도 하고 있다. 
오야마정 이후에도 2000년에 지역산 유기농 농산물을 사용한 뷔페식 레스토랑 '키노하나가르텐(木の花ガルテン)'을 마을 내에 오픈하는 등 선진적인 노력을 계속해오고 있다. '나무의 꽃 가르텐'의 연간 구매 고객 수는 240만 명, 연간 판매액도 꾸준히 15억 엔을 상회하는 수준(2008년도 약 55억 7000만 엔[4])으로 농가 소득 향상에 크게 기여하고 있다. 인구 3600명의 마을에서 연소득 1000만 엔 이상의 농가는 150가구가 넘고, 연소득 2000만 엔의 농가도 있다.

## 교통

### 도로
- 국도 212호선